# Alicante

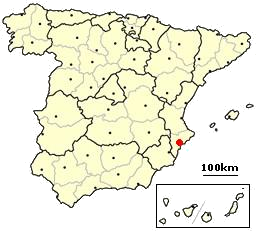
Poziția orașului pe harta cu regiuni

Alicante (în spaniolă Alicante, în catalană Alacant) este capitala provinciei Alicante, a comunității autonome Valencia, situată în sud-estul Spaniei, la Marea Mediterană. Populația era de 329.988 de locuitori în 2017.
În prezent, Alicante este unul dintre cele mai moderne și mai frumoase orașe de pe coasta Spaniei . Această metropolă, denumită în limba catalană Alacant, este (alături de Barcelona și de Valencia) unul dintre cele mai importante porturi și stațiuni turistice la Marea Mediterană și totodată, principalul centru comercial și de pescuit al regiunii Valencia. 
Comunitatea românească de aici numără oficial 2930 locuitori, fiind numeric a treia comunitate străină din provincia Alicante în 2016, după algerieni (7427 locuitori) și marocani (3587 locuitori), fiind urmați de columbieni, italieni sau ruși. Populația străină din oraș numărând 12,56% din populația totală a acestuia.

## Istorie

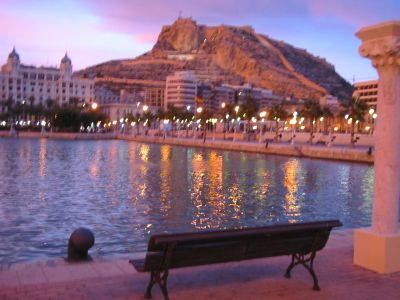
Castelul Santa Barbara

Spre deosebire de Valencia, istoria orașului Alicante a fost întotdeauna mai strâns legată de apă decât de uscat. Apărată numai de Castelul Santa Barbara, localitatea și-a concentrat toată atenția în direcția mării. Castelul Santa Barbara construit în secolul XVI de regele spaniol Filip al II-lea a fost precedat de citadela construită de mauri în secolul VIII.
Alicante este una dintre cele mai vechi așezări umane de pe coasta spaniolă a Mării Mediterane. În istoria orașului un rol important a fost jucat de greci, de cartaginezi, de romani și de mauri. Așezarea a fost întemeiată de greci, care în secolul IV î.Hr.
au ridicat pe unul dintre dealurile din apropiere colonia Leukon Teijos (Orașul Luminii), botezată mai apoi Akra Leuke (Muntele Alb sau Punctul Alb). 
Așezarea a fost extinsă în secolul III î.Hr. de către cartaginezi, care au utilizat-o ca bază a comerțului maritim din apropiere de coastă. Alicante a căpătat o importanță economică și politică sporită abia pe vremea romanilor (218 - 201 î.Hr.). La vremea aceea, aici funcționau ateliere de prelucrarea pietrei și hale unde se conserva peștele care lua ulterior drumul Italiei. Lucentum, numele dat de romani orașului, s-a dezvoltat încorporând coastele nordice ale muntelui Santa Barbara și zona cartierului Benalin din ziua de astăzi.
Mai târziu, pe vremea maurilor (711 - 1244), acesta a devenit unul dintre cele mai populate sectoare ale orașului, cunoscut sub numele de Al-Lukant. Ca urmare a tratatului semnat între Aragon și Castilia, în 1179 orașul s-a regăsit la granițele zonei afectate de Reconquista, pentru ca sub domnia lui Jaime al II-lea să intre în componența Regatului de Aragon (1304). În 1490, Alicante a primit de la Ferdinand al II-lea Catolicul statutul de oraș. În 1691, Castelul Santa Barbara a fost asediat de francezi, iar în timpul Războiului Spaniol de Succesiune  (1701 - 1714) a fost ocupat temporar de austrieci. Războaiele napoleoniene au ocolit orașul, care în perioada ocupației Valenciei (1811) a devenit capitala provizorie a regiunii. Alicante a suferit totuși în timpul Războiului Civil Spaniol (1936 - 1939), când au fost distruse și furate multe dintre operele de artă importante, care împodobeau bisericile și mănăstirile locale.

## Clima

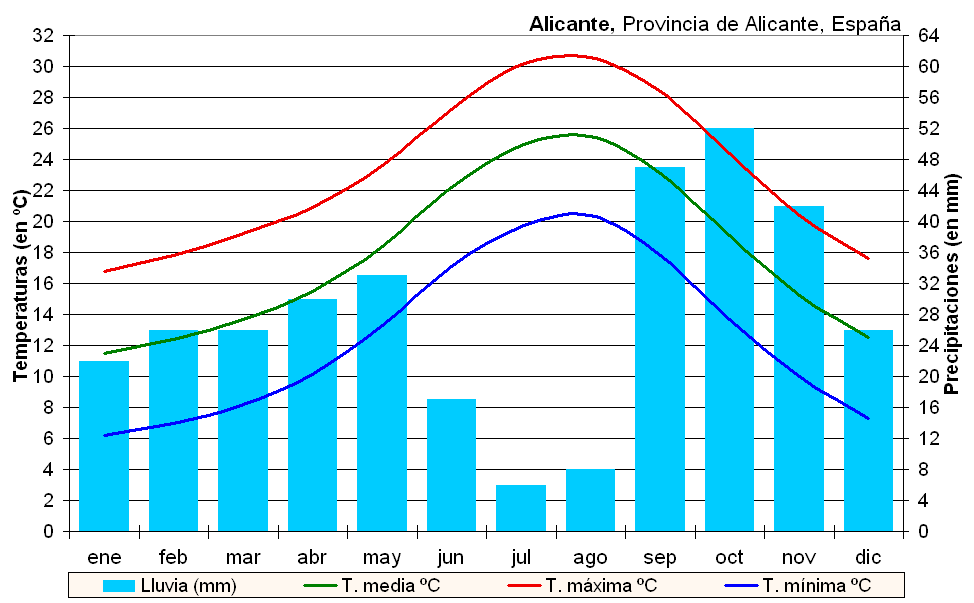
Grafic clima Alicante

Clima este subtropicală, cu veri lungi și fierbinți și ierni blânde.
| 1971 - 2000     | ian  | feb  | mar  | apr  | mai  | iun  | iul  | aug  | sept | oct  | nov  | dec  | TOTAL |
| --------------- | ---- | ---- | ---- | ---- | ---- | ---- | ---- | ---- | ---- | ---- | ---- | ---- | ----- |
| Temp. max.(°C)  | 16,8 | 17,8 | 19,2 | 20,9 | 23,6 | 27,2 | 30,1 | 30,6 | 28,4 | 24,4 | 20,4 | 17,6 | 23,1  |
| Temp. min. (°C) | 6,2  | 7,0  | 8,2  | 10,1 | 13,3 | 17,1 | 19,7 | 20,4 | 17,8 | 13,7 | 10,0 | 7,3  | 12,6  |
| Precip. (mm)    | 22   | 26   | 26   | 30   | 33   | 17   | 6    | 8    | 47   | 52   | 42   | 26   | 336   |

## Populație

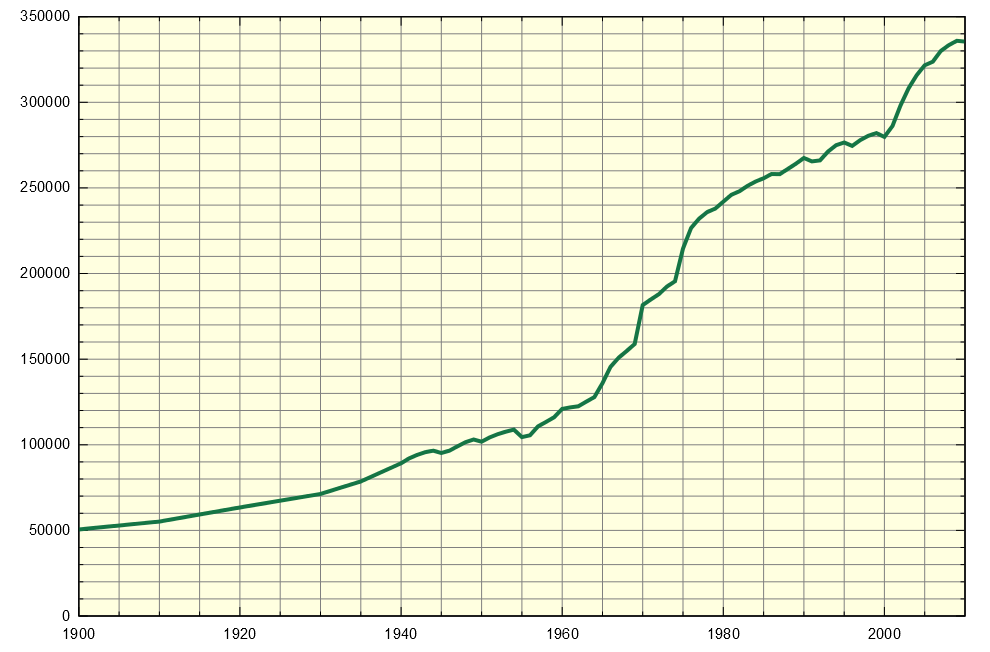
Demografia Alicante (1900-2005)

| an   | populație |
| ---- | --------- |
| 1250 | 2.500     |
| 1350 | 3.250     |
| 1418 | 1.539     |
| 1609 | 5.040     |
| 1646 | 6.174     |
| 1717 | 11.019    |
| 1735 | 12.604    |
| 1754 | 14.394    |
| 1768 | 17.213    |
| 1786 | 17.345    |

| an   | populație |
| ---- | --------- |
| 1797 | 19.313    |
| 1803 | 21.447    |
| 1857 | 27.550    |
| 1860 | 31.162    |
| 1877 | 34.926    |
| 1887 | 40.115    |
| 1897 | 49.463    |
| 1900 | 50.495    |
| 1910 | 55.116    |
| 1920 | 63.382    |

| an   | populatie |
| ---- | --------- |
| 1930 | 71.271    |
| 1940 | 89.198    |
| 1950 | 101.791   |
| 1960 | 121.832   |
| 1970 | 181.550   |
| 1981 | 245.963   |
| 1991 | 265,473   |
| 1996 | 274.577   |
| 2001 | 288.481   |
| 2006 | 322.431   |
| 2011 | 334.329   |

## Economie
Alicante este unul din orașele cu cea mai mare creștere din Spania din punct de vedere economic. Economia locală este bazată pe turismul de agrement, facilitat de existența plajelor curate ca și Costa Blanca cât și a diferitelor sărbători populare. Sectorul terțiar cât și administrația publică joacă un rol important în economia orașului. Dezvoltarea sectorului construcțiilor a ridicat mai multe întrebări legate de probleme de mediu. Orașul găsduiește sediul Oficiului pentru Armoizarea Pieței Interne, și un procent însemnat din funcționarii oficiului locuiesc aici.  
Universitatea din Alicante este localizată în San Vicente del Raspeig, lângă orașul Alicante. Peste 25000 de studenți frecventează cursurile universității.

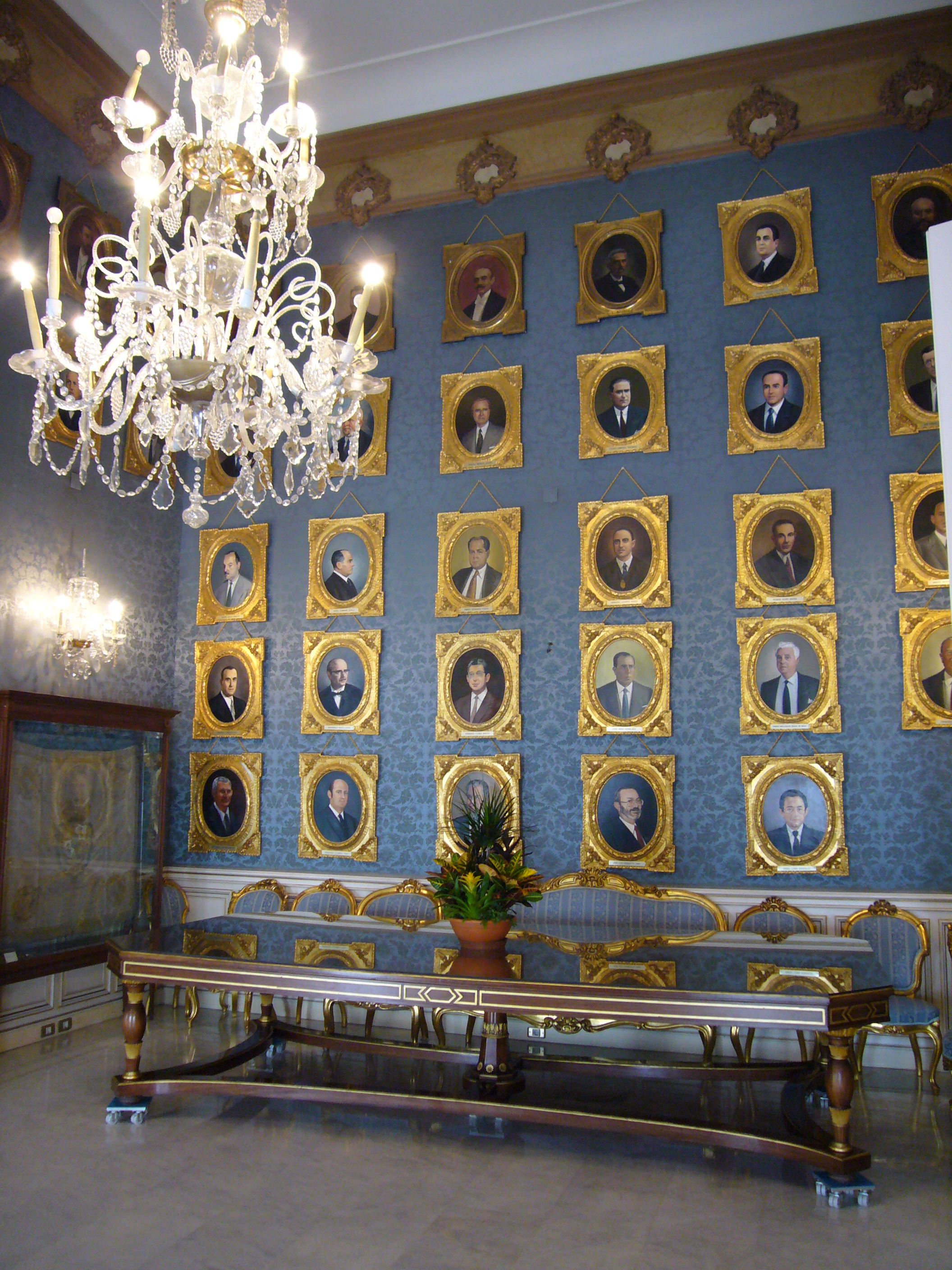
Primarii orașului Alicante

| Perioada  | Numele primarului           | Partidul politic |
| --------- | --------------------------- | ---------------- |
| 1931–1934 | Lorenzo Carbonell Santacruz | PRRS             |
| 1934–1936 | Alfonso Martín Santaolalla  | PRRS             |
| 1936–1936 | Lorenzo Carbonell Santacruz | IR               |
| 1936–1937 | Rafael Millá Santos         | PCE              |
| 1937–1938 | Santiago Martín Hernández   | PSOE             |
| 1938–1939 | Ángel Company Sevila        | FAI              |
| 1939–1939 | Ramón Hernández Fuster      | PSOE             |

## Personalități
- José Aparicio (1770 - 1838), pictor;
- Carlos Arniches (1866 - 1943), scriitor;
- Gabriel Miró (1879 - 1930), romancier;
- Antonio Gades (1936 - 2004), dansator flamenco;
- Luis Berenguer Fuster (n. 1946), om politic, europarlamentar;
- Juan Escarré (n. 1969), jucător hochei;
- Artur Balder (n. 1974), regizor, scriitor;
- Carlos Mazón Guixot (n. 1974), om politic, avocat;
- Iván Navarro (n. 1981), tenismen;
- Belen Rueda, actriță
- Miriam Blasco, judoka, medalie de aur la jocurile olimpice de iarnă
- Isabel Fernandez, judoka, medalie de aur la jocurile olimpice de iarnă
- Zouso
- Vanessa Romero, model și actriță
- Maria Jurado, model și actriță
- Esther Cañadas, supermodel/actriță

## Orașe înfrățite
- Carloforte
- Herțlia
- León
- Nisa
- Oran
- Riga
- Toyooka
- Wenzhou